# آفیمو آملامی
آفِـیمو آمِلامی (انگلیسی: Afemo Omilami؛ زادهٔ ۱۳ دسامبر ۱۹۵۰) یک هنرپیشه اهل ایالات متحده آمریکا است. وی از سال ۱۹۷۹ میلادی تاکنون مشغول فعالیت بوده‌است.
از فیلم‌ها یا برنامه‌های تلویزیونی که وی در آن نقش داشته است می‌توان به نیروهای طبیعت، فارست گامپ، احیای مردگان، آلامو، نابودگر: پیدایش، عطش مبارزه: زاغ مقلد - بخش ۱، سرزمین ببر، پسر خودسر، هلهله‌چی‌ها، درام‌لاین و کارآگاه حقیقی اشاره کرد.